# История противосудорожных средств
Противосудорожные средства, или противоэпилептические средства, или антиконвульсанты (от лат. convulsio — судорога), — лекарственные средства противосудорожного действия, применяемые для лечения эпилепсии, купирования мышечных судорог. Некоторые из них обладают также нормотимическими и седативными свойствами. В данной статье описана история синтеза и применения антиконвульсантов по их прямому назначению, то есть для лечения эпилепсии и судорог.

## Вторая половина XIX века: Бромиды

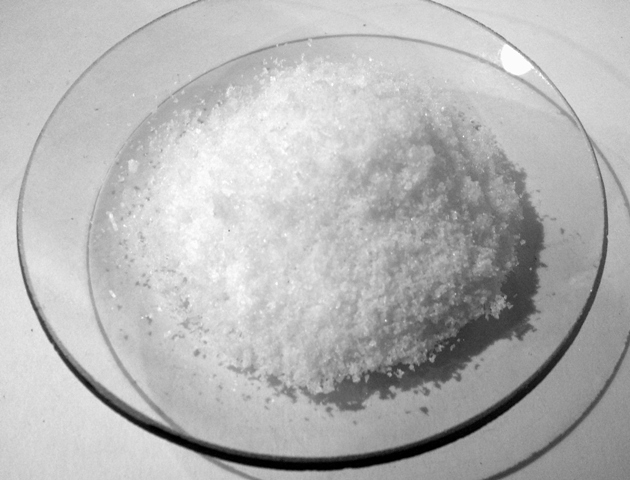
Бромид калия

Фармакологическое лечение эпилепсии началось в XIX веке и до сих пор является основным. Официально оно началось 11 мая 1857, когда 1-й баронет сэр Ч. Лококк  в публикации в журнале «The Lancet» описал применение бромида калия для лечения так называемой «истерической эпилепсии» у 15 женщин. Тут стоит, во-первых, заметить, что до эпохи Ж. М. Шарко больные истерией традиционно помещались в отделение эпилептическое. Видимо, сыграло роль то, что бромид калия имеет и седативное и противосудорожное  действие. То есть, фактически, будучи эффективным при 2 заболеваниях, его стали применять при эпилепсии.  Во-вторых, в то время водные растворы NaBr и KBr называли общим словом «бром». Этим объясняется то, что в дальнейшем медики экспериментировали с обеими этими солями.
В 1868 сэр Т. С. Клоустон представил отчёт о дозозависимой токсичности препарата.
Позже начали создавать различные микстуры на основе бромидов. Так, В. Пуле проводил эксперименты, смешивая их с калабарскими бобами,  сернокислым эзерином, пикротоксином, белладонной, сернокислым атропином и с наперстянкой. Пауль Флексиг смешивал бромиды с опием.

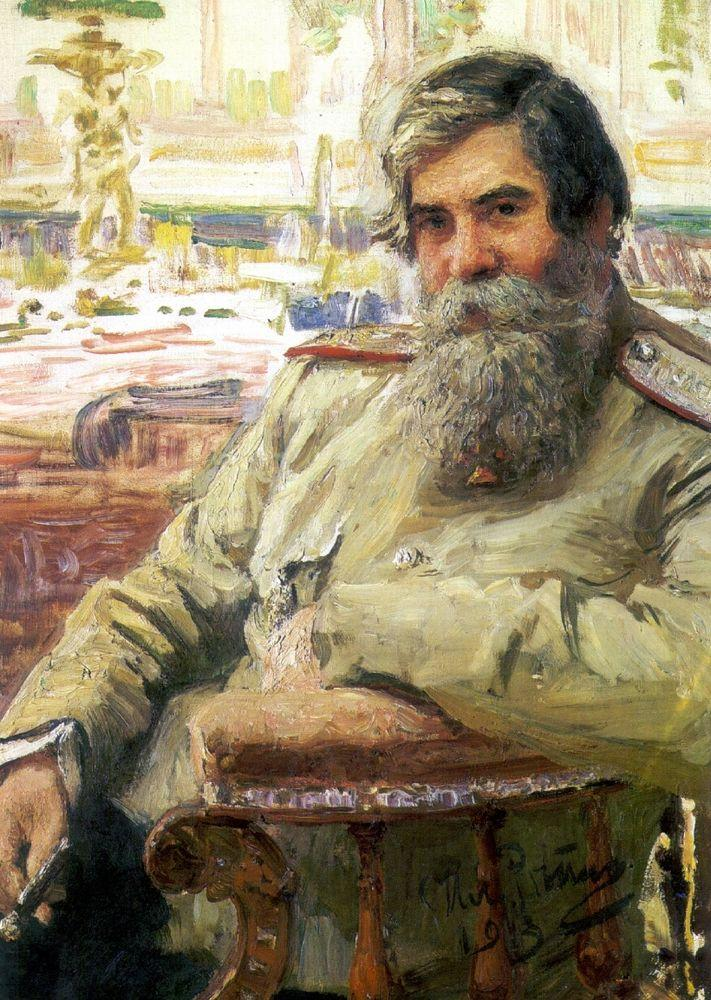
В. М. Бехтерев

Выдающийся русский медик, В. М. Бехтерев для устранения сердечно-сосудистых расстройств при судорогах создал микстуру, позже названную в его честь. В ней он использовал гликозид Adonis vernalis и кодеин. В. Бехтерев писал: 

«За многие годы своей практики я не видел собственно ни одного случая эпилепсии, где бы систематически проведенное лечение вышеназванной смесью не оказало бы своего благотворного влияния в том или ином отношении».

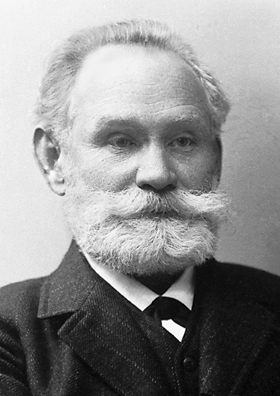
И. П. Павлов

В течение долгого времени механизм действия препаратов брома оставался неизвестным, считалось, что бромиды уменьшают возбудимость, действуя аналогично снотворным. Лишь в 1910 один из учеников И. П. Павлова П. М. Никифоровский экспериментально показал, что бромиды усиливают процессы торможения в ЦНС. Ценность бромидов в своё время подтверждает выражение академика Ивана Петровича Павлова:

«Человечество должно быть счастливо тем, что располагает таким драгоценным для нервной системы препаратом, как бром».

Тем не менее, в конце XIX века Грегори Холмс писал: 

«Если мне необходимо показать студентам пациента, которому совершенно не помогает никакое лечение, то я демонстрирую историю болезни эпилептика…».

Поэтому очевидным был поиск более эффективных и менее токсичных средств. Сейчас бромиды натрия и калия в терапии внутренних болезней человека практически не употребляют, однако достаточно широко используют в ветеринарии, например, при эпилепсии у собак.

## Начало XX века: Барбитураты

А. Хауптманн

50 лет бромид натрия был единственным средством от эпилепсии и лишь в 1912 А. Хауптманн открыл противосудорожное свойство фенобарбитала. Вначале он давал его больным эпилепсией как обычный транквилизатор, однако заметил уменьшение количества приступов у таких пациентов. Проведя тщательное длительное исследование, он увидел существенное улучшение их состояния сравнительно с бромидами. Но, как и предполагал учёный, это средство не излечивало эпилепсию и в эксперименте при его изъятии приступы возвращались.
В 1979 в честь его заслуг основана премия имени Хауптманна по научным исследованиям эпилепсии.
Позже синтезировали другие барбитураты с антиконвульсивным действием — примидон (гексамидин) (его эффективность при эпилепсии продемонстрирована Юлием Богом) и отечественный препарат бензонал (СССР, 1959).
До 1960-х годов фенобарбитал был препаратом первого выбора при лечении эпилепсии. Однако барбитураты обладают высокой токсичностью, в частности негативным влиянием на когнитивные функции и выраженным седативным действием, и эти побочные эффекты в начале XXI века ограничивают применение препаратов данной группы:10.

## 1930-е годы: Фенитоин

фенитоин

Следующим важным этапом развития фармакологии антиконвульсантов явилось открытие противосудорожных свойств фенитоина. Синтезированный в 1908, изучен и описан в качестве противоэпилептического средства он был только в 1938 Х. Х. Мэрритом и Т. Дж. Путнамом. Открытие фенитоина имело 2 принципиальных значения. Во-первых, оно показало, что седативное и снотворное действие не является необходимым признаком для проявления противоэпилептических свойств. Во-вторых, в отличие от бромидов и фенобарбитала, оно было первым целенаправленным, а не случайным открытием путём исследования производных фенобарбитала без седативного эффекта, но подавляющего электрошоковые судороги у лабораторных животных.
Как и в случае с барбитуратами, показания к применению фенитоина ограничены в связи с высокой токсичностью, в частности негативным действием на когнитивные функции:10.

## 1940-е годы: Производные оксазолидиндиона

триметадион

Третьим классом химических соединений, у которых были открыты противоэпилептические свойства, явились производные оксазолидиндиона. Препарат триметадион, описанный в 1944, а в практику введённый в 1946, оказался эффективным для лечения абсансов, до этих пор не поддававшихся лечению другими препаратами.

## 1950-е годы: Производные сукцинимида

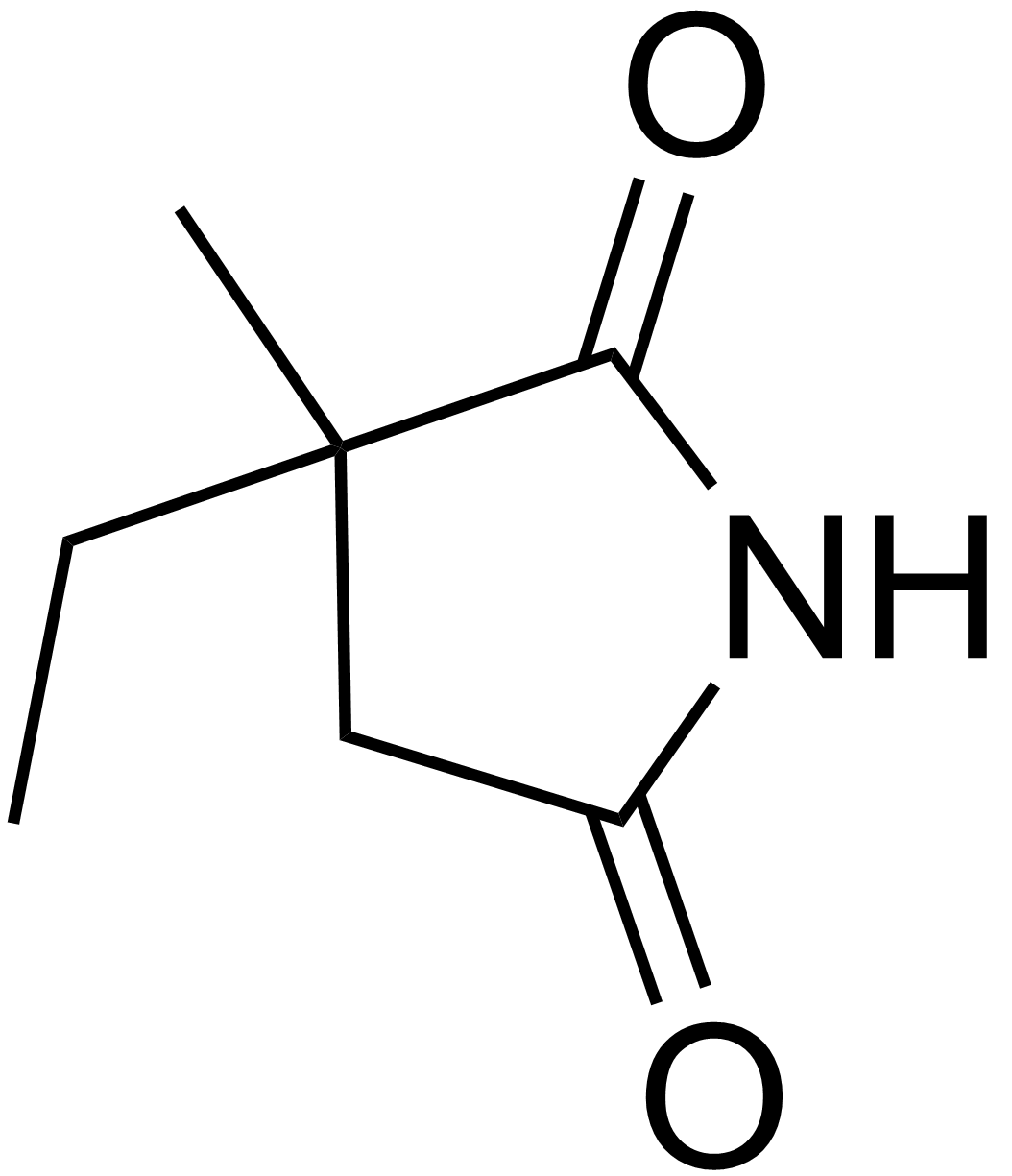
этосуксимид

В 1950-е для лечения «petit mal» были предложены производные сукцинимида (фенсукцинимид, метсукцинимид, этосуксимид). В это же время в клиническую практику были внедрены производный мочевины фенацемид и диуретик, применяющийся при эпилепсии, ацетазоламид.

## 1960—1970-е годы
В 1960—1970 годах синтез новых антиконвульсантов интенсифицировался. Если те же бромиды использовались без альтернативы 55 лет (1857-1912), то за эти годы появилось сразу несколько классов противосудорожных препаратов.

### Бензодиазепины

Л. Г. Стернбах

Хлордиазепоксид был синтезирован в 1955 Л. Г. Стернбахом во время работы в Hoffmann–La Roche по разработке транквилизаторов. Фармакологические свойства первоначально полученных соединений были неутешительными и Стернбах прекратил проект. Два года спустя, в апреле 1957 сотрудник Эрл Ридер во время генеральной уборки в лаборатории заметил «красивое кристаллическое» соединение, оставшееся после закрытого проекта. Это соединение, позже получившее название хлордиазепоксид, не было испытано в 1955 году так как Стернбах сосредоточился в других работах. Но затем, после испытания на животных, у этого вещества обнаружились очень сильные седативный, противосудорожный и миорелаксирующий эффекты. Эти данные привели к его быстрому внедрению в клиническую практику во всём мире в 1960 под торговой маркой «Либриум». В 1959 был синтезирован диазепам, который стал продаваться компанией Hoffmann-La Roche под торговой маркой «Валиум» в 1963. В 1960-1970-е для лечения эпилепсии были предложены новые препараты бензодиазепинового ряда (например, клоназепам). Все они начали вытеснять активно использовавшиеся барбитураты из-за меньшей токсичности и гораздо меньшего седативного эффекта.

### Производные иминостильбена

карбамазепин

Затем в клиническую практику вошли производные иминостильбена. В 1953 в Базеле  Вальтер Шиндлер открыл карбамазепин. В 1960 он был синтезирован в виде препарата.  В 1965 его впервые применили в Великобритании как противоэпилептическое средство. В Японии доктора-эпилептологи Такезаки и Ханаока, а позже отдельно от них доктор Окума, проводя эксперименты с ним, как нормотимиком, впервые применили его при дисфории.

### Вальпроаты

вальпроевая кислота

В это же время в  антиконвульсанты включили препараты вальпроевой кислоты.  Известная с 1882, вальпроевая кислота впервые была применена французским учёным Пьером Эумардом при эпилепсии у экспериментальных крыс в 1962, а у людей — во Франции в 1967. Вальпроаты сейчас широко представлены как оригинальными препаратами обычного и пролонгированного действия, так и дженериками.

## 1980—1990-е годы
В 1980—1990 были изобретены новейшие антиконвульсанты — топирамат (1980 — синтезирована молекула топирамата, 1985 — испытан на добровольцах, 1986 — назначен первому пациенту), окскарбазепин (синтезирован в 1966, но применён против эпилепсии впервые в 1990 в Дании), габапентин (применение с 1994), ламотриджин (в декабре 1994 — применение при парциальных приступах, в августе 1998 — при синдроме Леннокса-Гасто, в январе 2003 — у детей до 2 лет), тиагабин, леветирацетам (разрешен к использованию в США 30 ноября 1999), вигабатрин и зонисамид. Последние два препарата практически еще малодоступны. Вигабатрин хотя и зарегистрирован Фармакологическим комитетом РФ, но отсутствует в широкой продаже.
Кроме того, на разных стадиях исследований, в том числе и в России, находятся другие новейшие антиконвульсанты.